# 蒲陰県 (順平県)
蒲陰県（ほいん-けん）は中華人民共和国河北省にかつて存在した県。現在の保定市順平県南東部に相当する。
秦代に設置された曲逆県を前身とする。陳平は曲逆侯だった。後漢により蒲陰県と改称された。南北朝時代、北斉に廃止され北平県に編入された。